# Redan Ridge Cemetery No.3
Redan Ridge Cemetery No.3 is een Britse militaire begraafplaats met gesneuvelden uit de Eerste Wereldoorlog, gelegen in de Franse gemeente Beaumont-Hamel (departement Somme). De begraafplaats werd ontworpen door Wilfred Von Berg en ligt in het veld op 800 m ten noorden van het dorpscentrum van Beaumont. Vanaf de Rue de la Montagne is ze via een landweg van 60 m bereikbaar. Het terrein heeft een rechthoekig grondplan met een uitspringende voorzijde waarin zich het toegangshek bevindt. De begraafplaats heeft een oppervlakte van 283 m² en wordt begrensd door een natuurstenen muur. Centraal tegen de noordkant staat het Cross of Sacrifice. De begraafplaats wordt onderhouden door de Commonwealth War Graves Commission. 
De begraafplaats telt meer dan 57 Britse graven waarvan 24 niet geïdentificeerde.  
Zo'n 200 m noordwestelijker ligt de Redan Ridge Cemetery No.1 en 250 m zuidelijker de Redan Ridge Cemetery No.2.

## Geschiedenis
Ten noorden van het dorp ligt de zogenaamde Redan Rigde, een heuvelrug genoemd naar The Redan, een complex van Britse loopgraven. Na de terugtrekking van de Duitsers achter de Hindenburglinie in het voorjaar van 1917 werd het slagveld door het Britse V Corps opgeruimd en werd de begraafplaats aangelegd in de buurt van de loopgraven van de vroegere Duitse frontlijn. Bijna alle slachtoffers sneuvelden in november 1916 tijdens gevechten van de Slag aan de Somme. Bijna de helft van hen behoorden tot de Oxford and Bucks Light Infantry.
Dertien slachtoffers wier graven door artillerievuur werden vernietigd en niet meer teruggevonden, worden herdacht met Special Memorials.
- W.G. Saunders, sergeant bij de Oxford and Bucks Light Infantry werd onderscheiden met de Military Medal (MM).